# 届出自動車教習所
届出自動車教習所（とどけでじどうしゃきょうしゅうじょ）は、道路交通法98条1項により公安委員会に届出をした教習所のことで、施設の規模は大小様々あり、指定自動車教習所に勝るとも劣らない練習コースを所有する自動車教習所から、コースを持たず借コースで練習を行う自動車教習所まである。
特定届出自動車教習所（とくていとどけでじどうしゃきょうしゅうじょ）は、人的基準・物的基準・運営的基準に適合するものに対し公安委員会より指定を受けた自動車教習所。道路交通法第108条の2の定めにより大型免許、中型免許、準中型免許、普通免許、二輪免許、二種（大型、中型、普通）免許を取得する際に、応急救護処置・高速教習・危険予測等の義務づけされた講習を取得時講習というが、この取得時講習を特定届出自動車教習所が特定教習を行うことにより、取得時講習を免除される教習所。
届出自動車教習所、特定届出自動車教習所を卒業しても、道路交通法施行令第三十三条の六第一項第一号、第二項第二号の規定により、運転免許を取得する際の技能試験が課せられる。

## 技能試験
- 届出自動車教習所の教習生は前述の通り、技能試験を教習所ではなく公安委員会運転免許試験場で受験する[1]。全国届出自動車教習所協会加盟の教習所では試験場での技能試験の際に教習所から貸与される教習原簿を試験官に提出して受験する。不合格となった場合、試験官が教習原簿に指摘事項を書き込んで教習生に返却する。教習所では返却された教習原簿の試験官からの指摘事項を基に補習教習を実施する。一発試験（飛び入り受験）の受験生と違う点は、なぜ不合格になったのか教習原簿によってきめ細やかに知ることができる。（一般の受験生は試験官から簡単なワンポイントアドバイスを受けるだけである）

- 一発受験の場合、本免許試験に合格しても取得時講習を受講しなければ運転免許証が交付されない。特定届出自動車教習所が行う特定教習を終了し、本免許試験合格時に終了証明書を提出すると、取得時講習が免除され、運転免許証が即日交付される。
- 一般の受験者は、受験者の住所地を管轄する運転免許試験場で受験しなければならないが、届出自動車教習所において教習を受けている者に関しては、普通免許、準中型免許、中型免許、大型免許の仮運転免許試験、本免許技能試験をその教習所住所地を管轄する運転免許試験場で受験することもできる。（これを「技能検査」という）